# اسلینی
اسلینی (به هلندی: Sleen) یک منطقهٔ مسکونی در هلند است که در کوفوردن واقع شده‌است. اسلینی ۲٬۲۴۰ نفر جمعیت دارد.